# Feldkirchen-Westerham
Feldkirchen-Westerham är en kommun i Landkreis Rosenheim i Regierungsbezirk Oberbayern i förbundslandet Bayern i Tyskland.
Kommunen bildades 1 juli 1972 genom en sammanslagning av kommunerna Feldkirchen och Westerham.